# 甚大寺
甚大寺（じんだいじ）は、千葉県佐倉市にある天台宗の寺院。山号は安城山。院号は不矜院。本尊は十一面観音。そのほか不動明王、金比羅権現などを祀り、毎月10日に金比羅権現の縁日が行われる。

## 由緒
この寺の創建については不詳であるが、元は出羽国山形にあり、山形藩主堀田正亮が佐倉藩に移った際、佐倉に移された。

## 文化財
- 千葉県指定史跡
  - 堀田正俊・正睦・正倫の墓

## 所在地
- 千葉県佐倉市新町78-1